# Amfiteátrum (Trier)

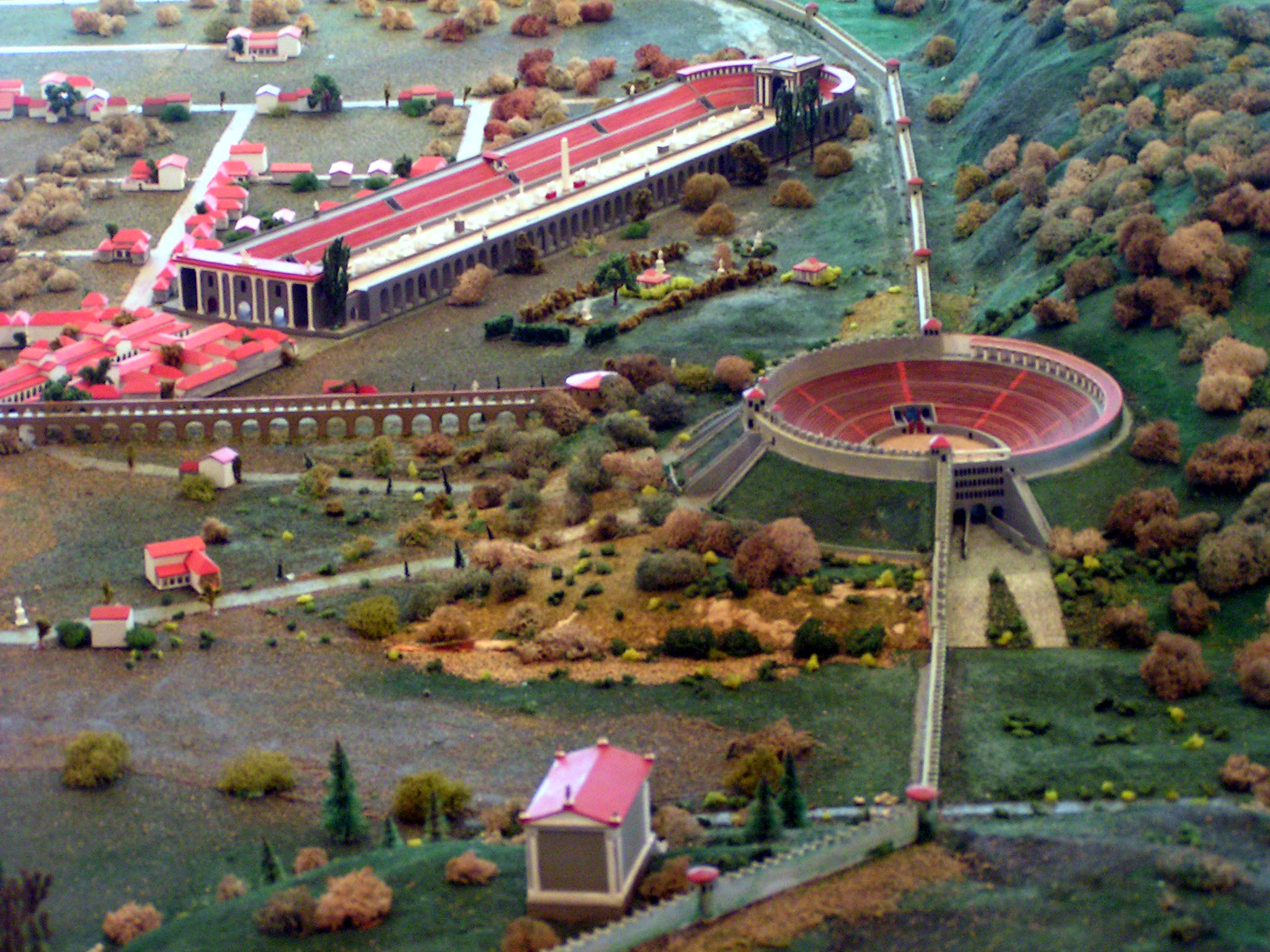
A római kori amfiteátrum és cirkusz makettje

A trieri amfiteátrum a római korból származó amphiteatrum, amely Kr. u. 100 körül épült és kb. 20 000 nézőt fogadott be.

## Története
Az amfiteátrum a római városfal része volt és a Petrisdombon épült. Ennek az volt az egyik oka,  hogy így nem kellett töltést építeni a nézőtér magasítására. Az aréna alatti pince ma is látható. Ebben felvonók helyezkedtek el, amelyen a színészek vagy állatok gyorsan fel tudtak bukkanni a színpadon. 
Miután a színház megépült, gyorsan a trieri polgárok mindennapjainak részévé vált. Itt a helyi tisztségviselők, császári hivatalnokok, illetve a késő ókorban személyesen is jelenlevő császár kenyeret és cirkuszt kínált a népnek: állatviadalok és gladiátorharcok helyszíne volt, de itt hirdették ki a fontos bejelentenivalókat is. Az amfiteátrumnak volt egy nem szokványos rendeltetése is: ez volt Trier nyugati városkapuja. A Nyugatrómai Birodalom bukása után – Trier több más építményéhez hasonlóan – ezt is építőanyagként használták. 
1986-ban az amfiteátrumot a város más római műemlékeivel együtt a világörökség részévé nyilvánították.

## Rendezvények
Nyaranta az idegenvezetések alatt egy színész Valerius gladiátorként lép fel, és elmeséli gladiátorrá válásának történetét. Ezen kívül minden augusztusban az amfiteátrumban rendezik meg Németország legnagyobb római játékait, a Kenyér és játékok fesztivált. Ritkán koncerteket és egyéb rendezvényeket is tartanak benne. 

## Fordítás
- Ez a szócikk részben vagy egészben  az   Amphitheater (Trier) című német Wikipédia-szócikk ezen változatának fordításán alapul.  Az eredeti cikk szerkesztőit annak laptörténete sorolja fel. Ez a jelzés csupán a megfogalmazás eredetét és a szerzői jogokat jelzi, nem szolgál a cikkben szereplő információk forrásmegjelöléseként.